# Hans Pettersson (oceanograf)
Hans Petterson, född 26 augusti 1888 i Forshälla församling, Göteborgs och Bohus län, död 25 januari 1966 i Göteborgs Vasa församling, var en svensk fysiker, kemist och oceanograf. 
Han var son till Otto Pettersson.
Hans Pettersson utbildade sig till kärnkemist vid Institut für Radiumforschung i Wien, där bland annat de Hevesy tidigare börjat utveckla användningen av radioaktiva spårämnen inom kemi och biologi. Hans första publikation 1910 handlar om radium. Det var med dessa kunskaper han senare blev oceanograf, med hjälp av radium kunde sedimentprover som plockades upp från havets botten dateras. Pettersson blev den förste professorn i oceanografi i Sverige och grundade 1938 Oceanografiska institutet vid Stigbergstorget i Göteborg, med hjälp av anslag från Knut och Alice Wallenbergs stiftelse. Pettersson var dess föreståndare fram till 1956. Han var även föreståndare för Bornö hydrografiska fältstation. 
Petterson var en mycket god skribent och skrev många populärvetenskapliga texter som hjälpte till att sprida framstegen inom havsforskning till allmänheten. I juli 1947 startade Albatrossexpeditionen sin jordenruntsegling med Pettersson som expeditionsledare, en expedition som han planerat och finansierat med privata sponsorer.
Hans Pettersson erhöll vid Albatross återkomst till Göteborg stadens förtjänsttecken den 4 oktober 1948.
Pettersson invaldes 1948 som ledamot av Kungliga Vetenskapsakademien. Han var även ledamot av Kungliga Vetenskaps- och Vitterhetssamhället i Göteborg samt Kungliga Fysiografiska Sällskapet i Lund.
Hans Pettersson är begravd på Östra kyrkogården i Göteborg.